# یواخیم وایکرت
یواخیم وایکرت (انگلیسی: Joachim Weickert؛ زادهٔ ۱۵ مارس ۱۹۶۵) ریاضی‌دان، دانشمند رایانه، و استاد دانشگاه اهل آلمان است. در سال ۲۰۱۰، ویکرت جایزه گوتفرید ویلهلم لایب‌نیتس را برای کارش در پردازش تصویر دریافت کرد. ویکرت تحصیلات خود را در مقطع کارشناسی در دانشگاه فنی کایزرسلاوترن گذراند و سپس به عنوان دانشجوی کارشناسی ارشد در آنجا ماند.